# Stanisław Węglarz

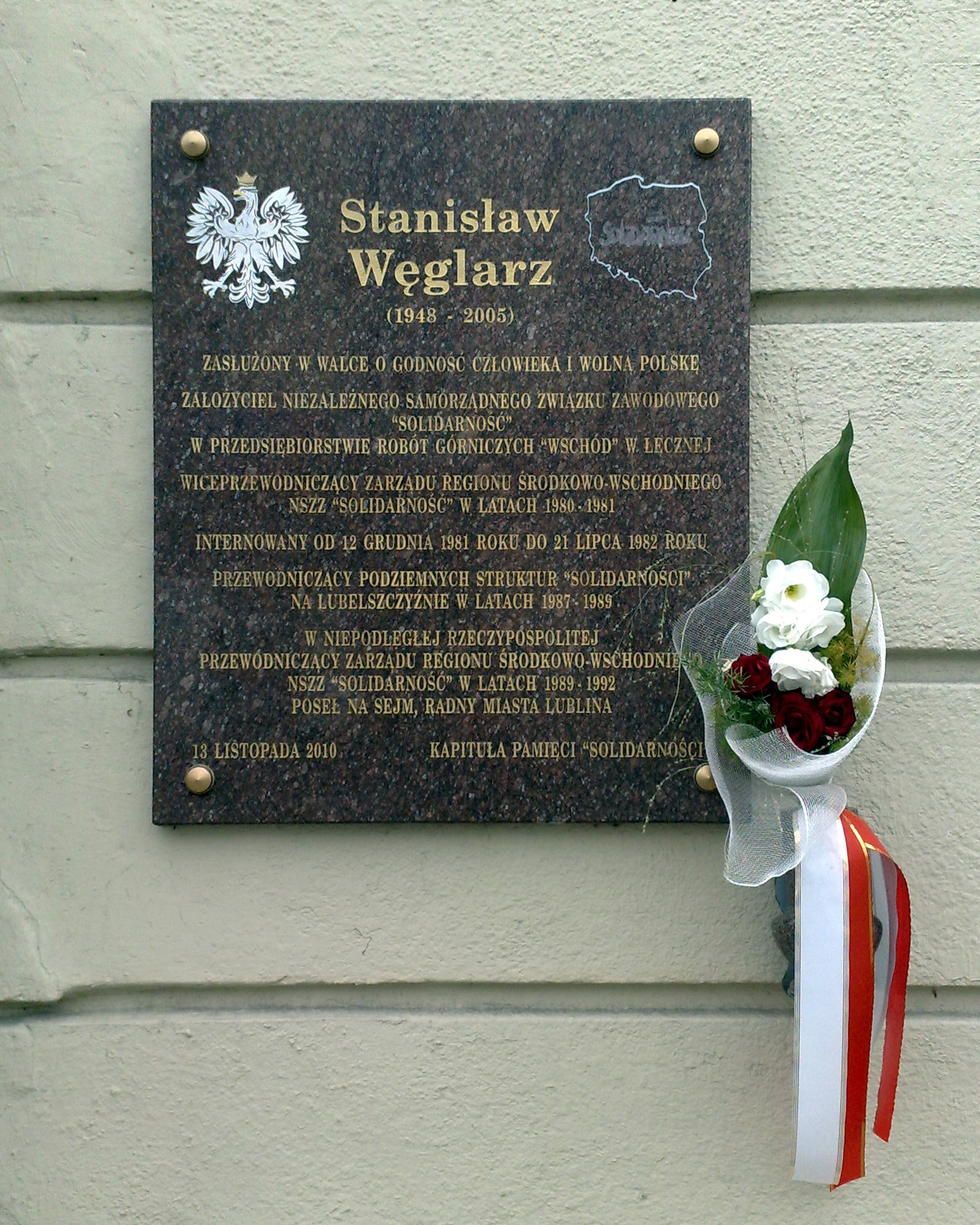
Tablica poświęcona Stanisławowi Węglarzowi

Stanisław Węglarz (ur. 25 lipca 1948 w Kamiennej Górze, zm. 13 listopada 2005 w Lublinie) – polski polityk i działacz związkowy, poseł na Sejm I kadencji.

## Życiorys
Syn Stanisława i Ireny. Ukończył liceum ogólnokształcące. W 1980 był założycielem „Solidarności” w kopalni Bogdanka, pełnił także funkcję wiceprzewodniczącego zarządu regionu związku. W stanie wojennym został zatrzymany przez funkcjonariuszy Służby Bezpieczeństwa jako jedna z pierwszych osób już 12 grudnia 1981, zwolniono go w lipcu następnego roku. W drugiej połowie lat 80. przewodniczył podziemnym strukturom „Solidarności” na Lubelszczyźnie, następnie do 1992 kierował regionem Środkowo-Wschodnim związku.
Brał udział w obradach Okrągłego Stołu w podzespole do spraw górnictwa. Sprawował mandat posła na Sejm I kadencji, był jednym z nielicznych posłów „Solidarności”, którzy nie poparli wniosku o wotum nieufności dla rządu Hanny Suchockiej. Po zakończeniu kadencji pracował na etacie związkowym oraz w prywatnych spółkach. Bez powodzenia kandydował do Sejmu w 1993 z list Bezpartyjnego Bloku Wspierania Reform, a w 1997 z ramienia Akcji Wyborczej Solidarność. W latach 1994–1998 zasiadał w radzie miejskiej Lublina z ramienia Unii Wolności. W 2005 pełnił funkcję wiceprzewodniczącego regionu Partii Demokratycznej.
Zmarł na skutek choroby w wieku 57 lat. Pochowany na cmentarzu przy ul. Lipowej w Lublinie. W 2005 pośmiertnie odznaczony Krzyżem Kawalerskim Orderu Odrodzenia Polski. W 2022 pośmiertnie został odznaczony Krzyżem Wolności i Solidarności. Jego imieniem nazwano jedną z ulic w Lublinie.